# Europäischer Filmpreis 2004
Der 17. Europäische Filmpreis wurde am 11. Dezember 2004 in Barcelona verliehen. Mit dem Film Gegen die Wand gewann zum zweiten Mal in Folge (nach Good Bye, Lenin!) ein deutscher Film den Hauptpreis.
Als großer Verlierer des Abends galt der spanische Regisseur Pedro Almodóvar, der mit La mala educación – Schlechte Erziehung trotz fünf Nominierungen leer ausging. Für sein Lebenswerk wurde der 72-jährige spanische Regisseur Carlos Saura ausgezeichnet. Als eine für das europäische Kino wichtige Wegbereiterin wurde die norwegische Schauspielerin Liv Ullmann gewürdigt als („Europäischer Beitrag zum Weltkino“).

## Preisträger und Nominierungen

### Bester Film
Gegen die Wand – Regie: Fatih Akin
- A Hole in My Heart (Ett hål i mitt hjärta) – Regie: Lukas Moodysson
- La mala educación – Schlechte Erziehung (La mala educación) – Regie: Pedro Almodóvar
- Die Kinder des Monsieur Mathieu (Les Choristes) – Regie: Christophe Barratier
- Das Meer in mir (Mar adentro) – Regie: Alejandro Amenábar
- Vera Drake – Regie: Mike Leigh

### Beste Regie
Alejandro Amenábar – Das Meer in mir (Mar adentro)
- Fatih Akin – Gegen die Wand
- Pedro Almodóvar – La mala educación – Schlechte Erziehung (La mala educación)
- Theo Angelopoulos – Trilogie I – Die Erde weint (Trilogia - To livadi pou dakrizi)
- Nimród Antal – Kontroll
- Agnès Jaoui – Schau mich an! (Comme une image)

### Beste Schauspielerin
Imelda Staunton – Vera Drake
- Sarah Adler – Notre musique
- Valeria Bruni Tedeschi – 5×2 – Fünf mal zwei (5x2)
- Penélope Cruz – Don’t Move (Non ti muovere)
- Sibel Kekilli – Gegen die Wand
- Asi Levi – Der werfe den ersten Stein (Avanim)

### Bester Schauspieler
Javier Bardem – Das Meer in mir (Mar adentro)
- Daniel Brühl – Die fetten Jahre sind vorbei
- Bruno Ganz – Der Untergang
- Gérard Jugnot – Die Kinder des Monsieur Mathieu (Les Choristes)
- Bohdan Stupka – Svoi
- Birol Ünel – Gegen die Wand

### Bestes Drehbuch
Agnès Jaoui und Jean-Pierre Bacri – Schau mich an! (Comme une image)
- Fatih Akin – Gegen die Wand
- Pedro Almodóvar – La mala educación – Schlechte Erziehung (La mala educación)
- Alejandro Amenábar und Mateo Gil – Das Meer in mir (Mar adentro)
- Jean-Luc Godard – Notre musique
- Paul Laverty – Just a Kiss (Ae fond kiss...)

### Beste Kamera
Eduardo Serra – Das Mädchen mit dem Perlenohrring (Girl With A Pearl Earring)
- Javier Aguirresarobe – Das Meer in mir (Mar adentro)
- José Luis Alcaine – La mala educación – Schlechte Erziehung (La mala educación)
- Lajos Koltai – Being Julia
- Alwin H. Küchler und Marcel Zyskind – Code 46
- Andreas Sinanos – Trilogie I – Die Erde weint (Trilogia - To livadi pou dakrizi)

### Beste Filmmusik („Preis für den Europäischen Komponisten“)
Bruno Coulais – Die Kinder des Monsieur Mathieu (Les Choristes)
- Alexandre Desplat – Das Mädchen mit dem Perlenohrring (Girl with a Pearl Earring)
- The Free Association – Code 46
- Alberto Iglesias – La mala educación – Schlechte Erziehung (La mala educación) und Öffne meine Augen (Te doy mis ojos)
- Eleni Karaindrou – Trilogie I – Die Erde weint (Trilogia – To Livadi Pou Dakrizi)
- Stephen Warbeck – Totgemacht – The Alzheimer Case (De Zaak Alzheimer)

### Entdeckerpreis (Fassbinder-Preis)
Andrea und Antonio Frazzi – Certi Bambini
- Éléonore Faucher – Die Perlenstickerinnen (Brodeuses)
- Sylke Enders – Kroko
- Keren Yedaya – Eine Tochter (Or)
- Arsen Anton Ostojić – Ta divina splitska noc
- Marina Rasbeschkina – Wremja Schatwy (Die Erntezeit)

### Dokumentarpreis („Prix ARTE“)
Darwins Alptraum – Hubert Sauper
- Aileen: Life and Death of a Serial Killer – Nick Broomfield und Joan Churchill
- Die Spielwütigen – Andres Veiel
- La Pelota vasca. La piel contra la piedra – Julio Medem
- Le Monde selon Bush  – William Karel
- Mahssomim – Yoav Shamir, (2003); international title: Checkpoint
- The last Victory – John Appel
- Touch the Sound – Thomas Riedelsheimer

### Nicht-europäischer Film
2046 – Wong Kar-Wai
- Bin-Jip – Leere Häuser (Bin-jip) – Kim Ki-duk
- Die Reise des jungen Che (Diarios de motocicleta) – Walter Salles
- Vergiss mein nicht! (Eternal Sunshine of the Spotless Mind) – Michel Gondry
- Fahrenheit 9/11 – Michael Moore
- Maria voll der Gnade (Maria Full of Grace / Maria, llena eres de gracia) – Joshua Marston
- Moolaadé – Bann der Hoffnung – Ousmane Sembène
- Oldboy (Oldeuboi) – Park Chan-wook
- House of Flying Daggers (Shí Miàn Mái Fú) – Zhang Yimou

### Publikumspreis (Jameson People’s Choice Award)

#### Bester Regisseur
Fatih Akin – Gegen die Wand
- Pedro Almodóvar – La mala educación – Schlechte Erziehung (La mala educación)
- Theo Angelopoulos –  Trilogie I – Die Erde weint (Trilogia - To livadi pou dakrizi)
- Bernardo Bertolucci – Die Träumer (The Dreamers)
- Julie Bertuccelli – Seit Otar fort ist… (Depuis qu'Otar est parti...)
- Icíar Bollaín – Öffne meine Augen (Te doy mis ojos)
- Richard Curtis – Tatsächlich… Liebe (Love Actually)
- Patrice Leconte – Intime Fremde (Confidences trop intimes)
- Hilmar Oddson – Kaltes Licht (Kaldaljós)
- Michael Winterbottom – Code 46

#### Bester Darsteller
Daniel Brühl – Was nützt die Liebe in Gedanken
- Sergio Castellitto – Don’t Move (Non ti muovere)
- Daniel Craig – Die Mutter – The Mother (The Mother)
- Colin Farrell – Intermission
- Colin Firth – Das Mädchen mit dem Perlenohrring (Girl with a Pearl Earring)
- Hugh Grant – Tatsächlich… Liebe (Love Actually)
- Thomas Kretschmann – Immortal – New York 2095: Die Rückkehr der Götter (Immortal (Ad Vitam))
- Fele Martínez – La mala educación – Schlechte Erziehung (La mala educación)
- Ingvar Eggert Igurdsson – Kaltes Licht (Kaldaljós)
- Birol Ünel – Gegen die Wand

#### Beste Darstellerin
Penélope Cruz – Don’t Move (Non ti muovere)
- Fanny Ardant – Nathalie (Nathalie...)
- Emmanuelle Béart – Nathalie (Nathalie...)
- Eva Green – Die Träumer (The Dreamers)
- Isabelle Huppert – Meine Mutter (Ma mère)
- Laia Marull – Öffne meine Augen (Te doy mis ojos)
- Samantha Morton – Code 46
- Charlotte Rampling – Immortal – New York 2095: Die Rückkehr der Götter (Immortal (Ad Vitam))
- Anne Reid – Die Mutter – The Mother (The Mother)
- Paz Vega – Carmen

### Europäischer FIPRESCI-PreisderFIPRESCI
Trilogie I – Die Erde weint (Trilogia – To livadi pou daktizi) von Theo Angelopoulos
Der Film über „Eleni“ (Trilogie – Die Erde weint) ist der erste Teil einer die Entwicklungen Griechenlands im 20. Jahrhundert schildernden Trilogie.

### Prix UIP (Kurzfilmpreis)
J’attendrai le suivant … – Regie: Philippe Orreindy (Prix UIP Ghent)
- 7:35 de la mañana – Regie: Nacho Vigalondo (Prix UIP Drama)
- Alt i alt – Regie: Torbjørn Skårild (Prix UIP Cracow)
- Les baisers des autres – Regie: Carine Tardieu (Prix UIP Valladolid)
- Un cartus de kent si un pachet de cafea – Regie: Cristi Puiu (Prix UIP Berlin)
- Fender Bender – Regie: Daniel Elliott (Prix UIP Tampere)
- Goodbye – Regie: Steve Hudson (Prix UIP Venezia)
- Ich und das Universum – Regie: Hajo Schomerus (Prix UIP Sarajevo)
- Love Me or Leave Me Alone – Regie: Duane Hopkins (Prix UIP Vila do Conde)
- La nariz de Cleopatra – Regie: Richard Jordan (Prix UIP Edinburgh)
- Panique au village: Les voleurs des cartes – Regie: Vincent Patar und Stéphane Aubier (Prix UIP Grimstad)
- Poveste la scara “C” – Regie: Cristian Nemescu (Prix UIP Angers)